# Жехув-Кольонія
Жехув-Кольонія (пол. Rzechów-Kolonia) — село в Польщі, у гміні Жечнюв Ліпського повіту Мазовецького воєводства.
Населення — 118 осіб (2011).
У 1975-1998 роках село належало до Радомського воєводства.

## Демографія
Демографічна структура станом на 31 березня 2011 року:
|          | Загалом | Допрацездатний вік | Працездатний вік | Постпрацездатний вік |
| -------- | ------- | ------------------ | ---------------- | -------------------- |
| Чоловіки | 61      | 12                 | 41               | 8                    |
| Жінки    | 57      | 14                 | 27               | 16                   |
| Разом    | 118     | 26                 | 68               | 24                   |